# Dmitriy-Shostakovich-Klasse
Die Fährschiffe der Dmitriy-Shostakovich-Klasse (russisch Дмитрий Шостакович, dt. Transkription: Dmitri Schostakowitsch), welche auch als Projekt B-492 bekannt war, waren Seepassagiermotorschiffe kleiner Bauart. Die Klasse war benannt nach dem ersten Schiff der Klasse, das den Namen des sowjetischen Komponisten Dmitri Schostakowitsch trug.

## Geschichte
Die Seefahrtschiffsserie B-492 und ihre Modifikation B-493 wurden von 1980 bis 1986 hergestellt. Die Stettiner Werft (Stocznia Szczecińska im. Adolfa Warskiego) in der Volksrepublik Polen baute Schiffe nach eigenen Entwürfen auf Bestellung der UdSSR. Die Schiffe gingen an die sowjetischen Seereedereien Schwarzmeerseereederei-ЧМП (drei Schiffe), Estnische Seereederei-ЭМП – (ein Schiff für die Strecke Tallinn-Helsinki), Ostseereederei-БМП (ein Schiff von der Schwarzmeerseereederei für die Strecke Leningrad-Riga), Fernostseereederei-ДВМП (drei Schiffe). Da die Schiffe auf der Ostsee und auf dem Schwarzen Meer vor allem für Kreuzfahrten eingesetzt waren, wurden sie alle im Laufe der ersten fünf Jahre für den Einsatz als Kreuzfahrtschiffe modernisiert, wobei mehr Platz für Fahrgäste durch Verringerung der Fahrzeugdecks geschaffen wurde.

## Technik
Die Schiffe verfügten über einen Dieselantrieb mit 4 Sulzer-Skoda-Hauptmotoren, die auf 2 Verstellpropeller wirkten.

## An Bord
Die Wasserfahrzeuge waren vom Anfang an für 496 Fahrgäste in Kabinen je 2 und je 4 Personen vorgesehen, und das Autodeck konnte bis zu 118 PKWs aufnehmen. In den ersten fünf Jahren wurden alle Schiffe umgebaut gemäß Anforderungen, die für Kreuzfahrtschiffe der 1980er Jahre galten. Das Autodeck der Mikhail Suslov wurde vom 19. März bis zum 2. Juni 1989 bei der Lloyd Werft Bremerhaven in Bremerhaven in die modernste Augenklinik umgebaut, wofür Schwarzmeer-Seereederei eine Rechnung in Höhe von 27 Mio. DM erhalten hatte, was die finanzielle Lage der bald „selbstständigen ukrainischen“ Reederei wesentlich verschlechterte und zum Verkauf der Schiffe führte.

## Liste der Schiffe Projekt B-492/493 in der Ursprungs- und Englischen Sprache
In der Liste ist der Ursprungsname der Schiffe angegeben, die anderen Namen stehen in Klammern in chronologischer Reihenfolge:
Schiffe des Projekts B-492/493:
| lfd. Nr. | Ursprungsname                                                                   | Dessen englische Version                                                          |
| -------- | ------------------------------------------------------------------------------- | --------------------------------------------------------------------------------- |
| 1        | Дмитрий Шостакович (Paloma I, Paloma, Paloma I, Royale Star, New Imperial Star) | Dmitriy Shostakovich (Paloma I, Paloma, Paloma I, Royale Star, New Imperial Star) |
| 2        | Георг Отс (Georg Ots, Георг Отс)                                                | Georg Ots (Georg Ots, Georg Ots)                                                  |
| 3        | Лев Толстой (Natasha, Palmira, The Jasmin, Farah, Easycruise Life, Ocean Life)  | Lev Tolstoy (Natasha, Palmira, The Jasmin, Farah, Easycruise Life, Ocean Life)    |
| 4        | Константин Симонов (Francesca, The Iris, Kristina Katarina, Ocean Endeavour)    | Konstantin Simonov (Francesca, The Iris, Kristina Katarina, Ocean Endeavour)      |
| 5        | Михаил Суслов (Петр Первый, Ocean Empress, Ocean Jewel of St. Petersburg)       | Mikhail Suslov (Petr Pervyy, Ocean Empress, Ocean Jewel of St. Petersburg)        |
| 6        | Михаил Шолохов (Mikhail, Ούγκο Φόσκολο, Fos I, Phoenix)                         | Mikhail Sholokhov (Mikhail, Ugo Foscolo, Fos I, Phoenix)                          |
| 7        | Константин Черненко (Русь, Rus, SC Atlantic, Ocean Atlantic)                    | Konstantin Chernenko (Rus (ru), Rus, SC Atlantic, Ocean Atlantic)                 |

## Übersicht
| Baumonat und -jahr | Baunummer | Bild | Name                 | Für Reederei             | Heimathafen                                                                                | Flagge | IMO-Nummer | Umbenennungen und Verbleib |
| ------------------ | --------- | ---- | -------------------- | ------------------------ | ------------------------------------------------------------------------------------------ | ------ | ---------- | --- |
| 1980               | B492/01   |      | Dmitriy Shostakovich | Schwarzmeerseereederei → | Odessa → Kingstown → Odessa → Kingstown                                                    | →      | 7625794    | 2000 → Paloma I, 2000 → Paloma, 2003 → Paloma I, 2007 → Royale Star, 2013 → New Imperial Star, 2016 → New, 2016 Abbruch in Alang                         |
| Mai 1980           | B 493-1/1 |      | Georg Ots            | Estnische Seereederei →  | Tallinn → Sankt Petersburg → Wladiwostok                                                   | →      | 7625835    | gebaut als Georg Ots in Russisch Георг Отс, Georg Ots, 2013 in China verschrottet; Projekt B 493 (modifizierte Dmitriy-Shostakovich-Klasse)              |
| 1981               | 492/02    |      | Lev Tolstoye         | Schwarzmeerseereederei→  | Odessa → Monrovia → Odessa → Kingstown → Amman → Valletta                                  | → →    | 7625809    | 1995 → Natasha, 1998 → Palmira, 2001 → The Jasmin, 2006 → Farah, 2007 → Easycruise Life, 2010 → Ocean Life, 2014 Abbruch in Aliağa                       |
| April 1982         | 492/03    |      | Konstantin Simonov   | Fernostseereederei →     | Wladiwostok → Odessa → Leningrad → Sankt Petersburg → Limassol → Valletta → Kotka → Majuro | →      | 7625811    | 1996 → Francesca, 2000 → The Iris, 2010 → Kristina Katarina, 2014 → Ocean Endeavour                                                                      |
| Dezember 1982      | 492/04    | Bild | Mikhail Suslov       | Schwarzmeerseereederei→  | Odessa → Kingstown                                                                         | →      | 7625823    | Name beim Bau → Vasiliy Solovyyov-Sedoy; 1989 →Petr Pervyy, 2002 → Ocean Empress, 2003 → Ocean Jewel of St. Petersburg 2013 → Verschrottung in Venezuela |
| 1986               | 492/05    |      | Mikhail Sholokhov    | Fernostseereederei →     | Wladiwostok → Phnom Penh → Piräus → Phnom Penh → Panama-Stadt → Basseterre                 | →      | 8325420    | 2004 → Mikhail, 2004 → Ugo Foscolo, 2008 → Fos I, 2011 → Phoenix 2011 → Abbruch in Alang                                                                 |
| Dezember 1986      | 492/06    |      | Konstantin Chernenko | Fernostseereederei       | Wladiwostok → Majuro                                                                       | →      | 8325432    | 1989 → Rus, 2010 → SC Atlantic, 2012 → Ocean Atlantic, 2025 → Abbruch in Aliağa                                                                          |